# Жилкин, Роман Анатольевич
Роман Анатольевич Жилкин (род. 3 октября 1968) — российский актёр театра и кино, ставший известным по сериалам «Белый город», «Морские дьяволы», «Янтарный барон», «Нож в облаках», «На вираже», «Повторение пройденного», «Бандитский Петербург», «По имени Барон».

## Биография
Родился 3 октября 1968 года.
Служил в армии в Литве (1986-1988)
С 1991 года обучался в мастерской Народного артиста России, профессора Зиновия Яковлевича Корогодского на кафедре режиссуры Санкт-Петербургского гуманитарного университета, который окончил в 1998 году. Во время обучения в театре Корогодского исполнил более 15 главных и 20 эпизодических ролей в спектаклях по классической и современной драматургии. Неоднократно был участником и лауреатом международных театральных фестивалей, как в России, так и за рубежом. Работал со звёздами российского театра и балета, такими как: 

| - Сергей Бехтерев, - Диана Вишнёва, - Валерий Михайловский, | - Юрий Охочинский, - Фарух Рузиматов, - Ирина Соколова, | - Антонина Шуранова, - и другие. |

В настоящее время в театре не работает. Его первой ролью была роль лейтенанта Григоращенко в фильме «Чистилище».
С августа 2001 года исполняет обязанности заместителя Генерального директора по рекламе и pr в промоутерской компании «SP-Концерт», что совершенно не мешает съемочному процессу. В 2003 году в исторической драме «Золотой век» сыграл адъютанта Палена.
Благодаря своей фактурной внешности, играет чаще всего в ролях отрицательных персонажей.

## Работы в театре
Театр «Особняк»
- «Миракль XII века» Ж. Ануй (реж. Л. Крымский)[8]

## Фильмография
| Год  |   | Название                                | Роль                                                           |                   |
| ---- | - | --------------------------------------- | -------------------------------------------------------------- | ----------------- |
| 1997 | ф | Чистилище                               | лейтенант Игорь Григоращенко, командир танка Т-80              |                   |
| 1998 | с | Улицы разбитых фонарей                  | бандит                                                         |                   |
| 1999 | с | Улицы разбитых фонарей, второй сезон    | Сергей Гордеев                                                 |                   |
| 2000 | ф | Кроткая                                 | процентщик                                                     |                   |
| 2000 | ф | Мифы. Сочинушки                         | Оригинальное название неизвестно                               |                   |
| 2000 | с | Наши 90-е                               | Оригинальное название неизвестно                               |                   |
| 2000 | с | Охота на Золушку                        | Нимотси / Истомин                                              |                   |
| 2001 | с | Агент национальной безопасности-3       | сутёнер «Кролик» (36 серия Сутёнер)                            |                   |
| 2001 | с | По имени Барон                          | администратор ресторана                                        |                   |
| 2001 | ф | Сёстры                                  | бандит                                                         |                   |
| 2001 | ф | Сказ про Федота-стрельца                | гармонист                                                      |                   |
| 2001 | с | Улицы разбитых фонарей, четвёртый сезон | Стас                                                           |                   |
| 2001 | с | Чёрный ворон (телесериал)               | Юрий Огнев                                                     |                   |
| 2002 | ф | Антикиллер                              | бандит                                                         |                   |
| 2002 | с | Нож в облаках                           | журналист Синенко                                              |                   |
| 2002 | с | Убойная сила 4                          | адвокат                                                        |                   |
| 2003 | с | Бандитский Петербург 4                  | Валет                                                          |                   |
| 2002 | ф | Золотой век                             | адъютант Палена                                                |                   |
| 2003 | с | Линии судьбы                            | Влад                                                           |                   |
| 2003 | с | Повторение пройденного                  | Максим                                                         |                   |
| 2003 | с | Удачи тебе, сыщик                       | Влад                                                           |                   |
| 2003 | с | Линии судьбы                            | Денис                                                          |                   |
| 2004 | с | Легенда о Тампуке                       | Стрижак                                                        |                   |
| 2004 | с | Мангуст 2                               | Оригинальное название неизвестно                               |                   |
| 2004 | с | На вираже                               | Борис Лунгин                                                   |                   |
| 2006 | ф | Белый город                             | Николай                                                        |                   |
| 2006 | с | Лабиринты разума                        | врач                                                           |                   |
| 2006 | с | Морские дьяволы                         | Дима Одинцов, сын Петровича                                    |                   |
| 2006 | ф | Серко                                   | Николай Пешков, сотник, отец Дмитрия Пешкова                   |                   |
| 2007 | ф | Грех                                    | Алексей Бондарь                                                |                   |
| 2007 | с | Литейный 4                              | брат Дмитрия                                                   |                   |
| 2007 | с | Опера 3. Хроники убойного отдела        | Лесин                                                          |                   |
| 2007 | с | Янтарный барон                          | Карл Фогель                                                    |                   |
| 2008 | с | Боец. Рождение легенды                  | Кубышев                                                        |                   |
| 2008 | с | Гаишники                                | пьяный мужчина                                                 | (Россия, Украина) |
| 2008 | ф | Жена по контракту                       | нотариус                                                       |                   |
| 2008 | ф | Любовь ещё быть может                   | Михаил                                                         |                   |
| 2008 | ф | Только вперёд                           | Юрий Кулаков                                                   |                   |
| 2009 | с | Брачный контракт                        | пьяный мужчина                                                 |                   |
| 2009 | с | Когда растаял снег                      | Отто                                                           |                   |
| 2009 | с | Литейный 4 (3 сезон)                    | Девлин                                                         |                   |
| 2009 | с | Личное дело капитана Рюмина             | Андрюша, стилист                                               |                   |
| 2009 | с | Правило лабиринта                       | фотограф с обезьянкой                                          |                   |
| 2010 | ф | Найди меня                              | дежурный лейтенант                                             |                   |
| 2010 | с | Тульский Токарев                        | Пётр Фёдорович Ужинский                                        |                   |
| 2010 | с | Цвет пламени                            | Григорий                                                       | (Украина, Россия) |
| 2011 | с | Дознаватель                             | Васильев, врач-онколог (5-я серия)                             |                   |
| 2011 | с | Страховщики                             | Оригинальное название неизвестно                               |                   |
| 2011 | с | Я ему верю (13-я серия)                 | Алексей Алексеевич Гусев («Гнус»), политтехнолог               |                   |
| 2011 | с | Ментовские войны (6—9 сезоны)           | Парамонов («Танкист»), преступник                              |                   |
| 2012 | с | Шеф (1 сезон)                           | Сергей Рубанов, начальник службы безопасности Быкова           |                   |
| 2014 | с | Колыбель над бездной (4-я серия)        | Александр                                                      |                   |
| 2014 | с | Профессионал                            | «Брюс»                                                         |                   |
| 2016 | с | Своя чужая                              | майор Химич                                                    |                   |
| 2017 | с | Чужое лицо                              | Евгений Васильевич Лаврин                                      |                   |
| 2017 | с | Невский. Проверка на прочность          | Альберт Михайлович Сухарев                                     |                   |
| 2018 | с | Реализация                              | сотрудник ФСБ (фильм 1-й «Сумрак»)                             |                   |
| 2018 | с | Канцелярская крыса                      | Егор Павлович Князев, подполковник полиции, замначальника РУВД |                   |
| 2019 | с | Подкидыш                                | Егор Леонидович Копейкин, авторитетный вор                     |                   |
| 2019 | с | Условный мент                           | Максимыч, бармен                                               |                   |
| 2019 | с | Алекс Лютый                             | Лозовский                                                      |                   |
| 2020 | с | Первый отдел                            | Зуев, киллер (фильм 7-й «Поединок»)                            |                   |
| 2020 | с | Потерянные                              | брат Кузнецова                                                 |                   |
| 2023 | с | Аутсайдер                               | следователь                                                    |                   |